# 白九燮
白九燮（1939年4月5日—），是大韓民國的政治人物，2013年9月17日起被委任為平安北道知事。

## 生平
白九燮是成均館大學工商管理研究生，同時曾任統一教育委員會委員及平安南道執行顧問委員會副主席。
2013年9月7日，白九燮被大韓民國總統朴槿惠委任為平安北道知事，接替白永哲（韓語：백영철）。